# 马克斯·米丁格
马克斯·米丁格（德語：Max Miedinger，1910~1980）是瑞士設計師，Helvetica字體的原创作者。1980年3月，马克斯·米丁格在苏黎世家中去世，享年70岁。
20世纪50年代中期，瑞士铸字公司—— 哈斯（Haas Type Foundry）的无衬线字体销量严重下滑，总裁爱德华·霍夫曼（Edüard Hoffmann，1892~1980）发现竞争对手一款字体十分畅销，于是委托设计师马克斯·米丁格设计一款全新的字体。1956年马克斯·米丁格创作了Helvetica字体的雏形——Neue Haas Grotesk，1957年该字体在“Graphic 57”展出后一举成名。1959年爱德华·霍夫曼与德国D. Stempel公司达成协议，为美国Linotype铸造Neue Haas Grotesk以使销售市场更大。Linotype后来认为Neue Haas Grotesk名称过长并不适应国际市场，销售经理Heinz Eul建议改为“Helvetia（意为‘瑞士’）”，而爱德华·霍夫曼则认为“Helvetia”还不够贴切，该字体是瑞士的象征，所以建议采用“Helvetica（意为‘瑞士的，瑞士人’）”。1960年Neue Haas Grotesk正式更名为Helvetica。
现在，Helvetica由美国Linotype公司所拥有（始创于1886年的Linotype在2006年被Monotype收购，Stempel是它的子公司）。
Helvetica字体原型设计师马克斯·米丁格于1910年12月在苏黎世出生，1926年中学毕业后被父亲敦促去当了一名排版机学徒。经过4年的学徒生涯后，1930年至1936年在苏黎世艺术学校学习夜间设计课程。1936年至1946年他分别当过印刷工人、百货店画图员和印刷师，1946年前往瑞士西北部城市巴塞尔的Münchenstein为哈斯铸字公司销售字体，1954年创作了一款名为Pro Arte的字体。1956年返回苏黎世，马克斯·米丁格成为自由设计师，哈斯铸字公司总裁爱德华·霍夫曼发现马克斯·米丁格在字体设计方面的天赋，遂委托他设计字体，于是便成就了一个传奇。